# Оренбургская область
Оренбу́ргская область (Оренбу́ржье) — субъект Российской Федерации. Входит в Приволжский федеральный округ, является частью Уральского экономического района.
Образована 7 декабря 1934 года Указом Президиума Верховного Совета СССР путём выделения её из Средневолжского края. В период с 1938 по 1957 год называлась Чкаловской областью.
Исторически области предшествовала Оренбургская губерния, образованная указом императрицы Елизаветы Петровны в 1744 году.
Административный центр — город Оренбург.

## Физико-географическая характеристика

### География
Площадь Оренбургской области составляет 123 702 км², по этому показателю она занимает 29-е место в России. Область расположена на юго-западе страны, в центре Евразии, на стыке двух её частей света — Европы и Азии. Территория области охватывает юго-восточную окраину Восточно-Европейской равнины, южную оконечность Урала и южное Зауралье.
Протяжённость области с запада на восток составляет 760 км, с севера на юг — 445 км.
Общая протяжённость границ составляет 3700 км.
На западе Оренбургская область граничит с Самарской областью,
на северо-западе — с Татарстаном,
на севере — с Башкортостаном (северная граница от реки Ик до реки Урал огибает Башкортостан),
на северо-востоке область граничит с Челябинской областью, а
на востоке и юге — с Казахстаном.
С Саратовской областью граничит в одной точке, которая расположена на государственной границе с Казахстаном — стык границ Оренбургской, Самарской и Саратовской областей.
Граница с Казахстаном составляет 1870 км, приходится на три области Казахстана: Костанайскую, Актюбинскую и Западно-Казахстанскую. По области протекает одна из крупнейших и красивейших рек европейской части России — Урал. «Перешеек» области между центральной и восточной её частями в наиболее возвышенной низкогорно-высокоравнинной части Оренбуржья в средней части бассейна рек Урала и его основного притока Сакмары занимает Кувандыкский район.

### Климат
Климат Оренбуржья характеризуется резко континентальностью, что объясняется значительной удалённостью области от океанов и морей. Показателем континентальности климата является большая амплитуда колебаний средних температур воздуха, которая в Оренбуржье достигает 34—38 градусов Цельсия.
В связи с этим отмечается недостаточность атмосферных осадков, годовая сумма которых колеблется от 450 мм на северо-западе до 350 мм на юге и юго-востоке области. Около 60—70 % годового количества осадков приходится на тёплый период.
Продолжительность залегания снегового покрова составляет от 135 дней на юге до 154 дней на севере области.
Глубина промерзания почвы меняется от 170 см на северо-западе до 200 см на востоке.

### Рельеф
Современный рельеф образовался в результате длительной эрозии Уральских гор и предуральских сыртовых равнин, а также в результате новейших тектонических преобразований. Высшая точка — гора Накас (667,6 м) на хребте Малый Накас. Низшая точка у реки Чаган (27 м) близ села Тёплое Первомайского района. В рельефе выделяются следующие крупные структуры: равнины Приуралья, Уральские горы, Зауральский пенеплен, равнины Тургайской столовой страны. Почти вся западная часть области относится к Общему Сырту. Высшая точка — гора Медвежий Лоб (405 метров). На севере к нему примыкает Бугульминско-Белебеевская возвышенность, на юге — Прикаспийская впадина. К югу от течения Урала расположен Предуральский сырт. К востоку от рек Большой Ик и Бурля начинается Уральская горная страна. Между реками Сакмара и Урал находится нагорная равнина, которая называется Саринское плато. По реке Сакмаре и её притокам прослеживаются участки горного рельефа: хребет Шайтан-тау, Зиянчуринские гряды, Присакмарский мелкосопочник, а вдоль реки Урал Губерлинские горы. В верховьях Урала находится хребет Ирендык. На востоке области расположено Урало-Тобольское плато.
В Оренбургской области представлены ландшафты лесостепной полосы России, степей Заволжья и Тургая, лесистых низкогорий Южного Урала, сосново-берёзового лесостепья Западной Сибири.

### Почвы
Земельный фонд области составляет 12370,2 тыс. га. Распределение земельного фонда по угодьям (тыс. га): сельскохозяйственные угодья — 10840,5, земли под поверхностными водами — 112,5, болота — 14,9, земли под лесами и древесно-кустарниковой растительностью — 799,8, другие угодья — 602,5. Половину территории области занимают пашни, 38 % — кормовые угодья, 5 % — леса, 7 % — прочие угодья.
Для почв характерна широтная зональность. От луговых степей к опустыненным последовательно сменяются типы и подтипы почв: типичные, обыкновенные и южные чернозёмы, тёмно-каштановые, каштановые и светло-каштановые почвы.
В структуре пахотных угодий области чернозёмы занимают 79 %, подтип тёмно-каштановых почв — 16 %, серые лесные почвы — 4 % площади. Среди чернозёмов наибольшую площадь занимают южные чернозёмы — 44 %, обыкновенные — 26 %, типичные и выщелочные — 9 %. В подзонах южных и обыкновенных чернозёмов соответственно 14 и 7 % площади занимают солонцы. В подзоне тёмно-каштановых почв площадь солонцов составляет 36 %. Остро стоит вопрос сохранения почвенного покрова от водной и ветровой эрозии, повышение урожайности сельхозкультур. При этом резко сократилось создание защитных лесонасаждений.

### Гидрография
Поверхностные воды области образуют речные системы бассейнов Урала (63 % территории), Волги (31 %), Тобола (2 %) и бессточная зона Светлинских озёр на востоке области. Наиболее значимые реки — Урал, протяжённостью 2428 км (из них 1164 км в пределах области), Сакмара (798 км), Илек (623 км), Самара (594 км).
Озеро Шалкар-Ега-Кара — крупнейший естественный водоём площадью 9600 га и длиной береговой линии 96 км. Озеро Жетыколь имеет площадь более 5000 га. Большое распространение получили старичные озёра в поймах крупных рек. Неотъемлемой частью водных ресурсов области и её водного хозяйства являются искусственные водоёмы. По запасам воды наиболее крупные искусственные водоёмы: Ириклинское (3257 млн м³), Красночабанское (54,6 млн м³), Черновское (52,7 млн м³), Кумакское (48,0 млн м³), Елшанское (23,6 млн м³) и Ушкоттинское (10,0 млн м³) водохранилища.

### Особо охраняемые природные территории (ООПТ)
На территории области расположены три особо охраняемые природные территории федерального значения: Оренбургский заповедник, заповедник «Шайтан-Тау» и национальный парк Бузулукский бор. Федеральное государственное бюджетное учреждение «Объединённая дирекция государственных природных заповедников „Оренбургский“ и „Шайтан-Тау“» (сокращённо ФГБУ «Заповедники Оренбуржья») осуществляет управление государственными природными заповедниками «Оренбургский» и «Шайтан-Тау».

### Часовой пояс
Оренбургская область находится в часовой зоне МСК+2. Смещение применяемого времени относительно UTC составляет +5:00.

## История
Древнейшие следы обитания человека на территории современной Оренбургской области относятся к эпохе верхнего палеолита: стоянки Лабазы I и Лабазы II в низовьях реки Бузулук на севере Курманаевского района, Идельбаевская стоянка в районе Медногорска, местонахождения кремневых орудий на окраине села Новоузели и в овраге у посёлка Интернациональный в Матвеевском районе, «Донгузская плита» с изображением оленя на Илекском плато. К мезолиту относится Старотокская стоянка близ села Ивановка в Красногвардейском районе. К эпохе неолита относятся Староелшанская и Ивановская стоянки. Ко второй половине V — началу IV тыс. до н. э. относятся памятники хвалынско-бережновской культурной группы (Турганикская, Ивановская стоянки, Ивановский дюнный могильник). К бронзовому веку относятся поселения оседлых скотоводов срубной и алакульской археологических культур и горняков-металлургов на Каргалинских рудниках.
В XVII—XVI веках до н. э. в Зауралье была создана целая сеть укреплённых валами городищ с курганными некрополями синташтинского типа. К сарматской культуре относятся курганы близ села Прохоровка Шарлыкского района. К эпохе средневековья относятся антропоморфные изваяния «каменные бабы», оставленные на территории Оренбургской области тюркоязычными кочевниками IX—XII веках.
С 30-х годов XVIII столетия, после принятия решения о добровольном вхождении в состав Российского государства башкирских и казахских племён, территория современного Оренбуржья стала активно осваиваться переселенцами из центральных губерний России.
15 августа 1735 года торжественно «при пушечной пальбе» заложена вблизи устья реки Орь (от которой и получил название Оренбург) первая Оренбургская крепость. На этом месте ныне находится город Орск. В течение последующих нескольких лет Оренбург несколько раз переносился, пока в 1743 году не был основан на нынешнем месте. Оренбург стал административным центром Оренбургской губернии, учреждённой именным указом императрицы Анны Иоанновны в 1744 году. У истоков основания губернии стояли известные государственные деятели и исследователи той эпохи — В. Н. Татищев, И. К. Кирилов, П. И. Рычков и И. И. Неплюев, ставший первым оренбургским губернатором. Губерния объединила в своём составе часть современных территорий Казахстана, Башкортостана, Татарстана, Челябинской и Самарской областей. Южная её граница проходила по берегам Каспийского и Аральского морей.
26 августа 1920 года Советское правительство (ВЦИК и СНК РСФСР) издало декрет «Об образовании Киргизской Автономной Советской Социалистической Республики» в составе РСФСР и установило, что органами управления КирАССР являются местные Советы депутатов, ЦИК и Совнарком, а для управления военным аппаратом был учреждён Киргизский военный комиссариат. 4 октября 1920 года в Оренбурге состоялся Учредительный съезд Советов Киргизской АССР. В 1920 году из населённых киргиз-кайсаками (так тогда называли казахов) Уральской, Тургайской и Семипалатинской областей, северной части Закаспийской области, Букеевской губернии и южной части Оренбургской губернии с городом Оренбургом была образована новая автономия в составе РСФСР — Киргизская АССР (с апреля 1925 года — Казахская АССР). В феврале 1925 столицу Казакской АССР из Оренбурга перенесли в Ак-Мечеть, а Оренбургская губерния была выведена из состава Казакской АССР и передана в непосредственное подчинение РСФСР.
Постановлением ВЦИК от 14 мая 1928 года в результате объединения упразднённых Оренбургской, а также Самарской, Ульяновской, Пензенской и части Саратовской губерний была сформирована Средне-Волжская область с административным центром в Самаре. Одновременно был образован Оренбургский округ, в который вошли бывшие Оренбургский и Орский уезды.
С 20 октября 1929 года Оренбургский округ входил в Средневолжский край.
30 июля 1930 года Оренбургский округ наравне с прочими был упразднён, а его районы напрямую подчинены Средневолжскому краю.
7 декабря 1934 года Президиум ВЦИК принял постановление об образовании Оренбургской области путём выделения её из Средневолжского края. Тогда же был утверждён состав оргкомитета по выборам Совета депутатов Оренбургской области, председателем которого был назначен К. Е. Васильев. Указом Президиума Верховного Совета СССР от 26 декабря 1938 года область была переименована в Чкаловскую область (город Оренбург тем же указом был переименован в город Чкалов). Область носила название Чкаловская до 4 декабря 1957 года.

## Органы власти

### Исполнительная власть
Временно исполняющий обязанности губернатора Оренбургской области с 26 марта 2025 года — Солнцев, Евгений Александрович. Губернатором Оренбургской области с 21 марта 2019 года до 26 марта 2025 года являлся Паслер, Денис Владимирович. Ранее главами области были Берг, Юрий Александрович, Алексей Андреевич Чернышёв, и Владимир Васильевич Елагин.

### Законодательная власть
Законодательную власть осуществляет Законодательное собрание Оренбургской области, состоящее из 47 депутатов. Председателем Законодательного собрания является Сергей Иванович Грачёв.
Комитеты Законодательного собрания:
- по вопросам аграрно-промышленного комплекса
- по вопросам бюджетной, налоговой и финансовой политики
- по вопросам деятельности органов гос. власти, местного самоуправления, внешних связей и общественных объединений
- по вопросам законности, правопорядка, прав человека, военнослужащих и казачества
- по вопросам образования, науки, культуры и спорта
- по вопросам собственности, природопользования и строительства
- по вопросам социальной политики и здравоохранения
- по вопросам экономического развития, промышленно-хозяйственного комплекса и предпринимательства
- мандатная комиссия

### Губернаторы Оренбургской области
- Елагин Владимир Васильевич (24 октября 1991 года — 29 декабря 1999 года).
- Чернышёв, Алексей Андреевич (с 29 декабря 1999 года — 15 июня 2010 года).
- Берг, Юрий Александрович (15 июня 2010 года — 21 марта 2019 года).
- Паслер, Денис Владимирович (с 18 сентября 2019 года — 26 марта 2025 года).
- Солнцев, Евгений Александрович (с 26 марта 2025 года).

## Административно-территориальное деление

### Административно-территориальное устройство
Согласно Уставу Оренбургской области и Закону «Об административно-территориальном устройстве Оренбургской области», данный субъект РФ включает следующие административно-территориальные единицы.
- 29 районов
- 6 городов
- 1 закрытое административно-территориальное образование

Районы и муниципальные округа
1. Абдулинский муниципальный округ,
2. Адамовский район,
3. Акбулакский район,
4. Александровский район,
5. Асекеевский район,
6. Беляевский район,
7. Бугурусланский район,
8. Бузулукский район,
9. Гайский муниципальный округ,
10. Грачёвский район,
11. Домбаровский район,
12. Илекский район,
13. Кваркенский район,
14. Красногвардейский район,
15. Кувандыкский муниципальный округ,
16. Курманаевский район,
17. Матвеевский район,
18. Новоорский район,
19. Новосергиевский район,
20. Октябрьский район,
21. Оренбургский район,
22. Первомайский район,
23. Переволоцкий район,
24. Пономарёвский район,
25. Сакмарский район,
26. Саракташский район,
27. Светлинский район,
28. Северный район,
29. Соль-Илецкий муниципальный округ,
30. Сорочинский муниципальный округ,
31. Ташлинский район,
32. Тоцкий район,
33. Тюльганский район,
34. Шарлыкский район,
35. Ясненский муниципальный округ

Города
1. Бугуруслан,
2. Бузулук,
3. Медногорск,
4. Новотроицк,
5. Оренбург,
6. Орск

Закрытое административно-территориальное образование
- ЗАТО Комаровский

### Муниципальное устройство
В рамках муниципального устройства, в границах административно-территориальных единиц области к 1 января 2016 года, образованы 489 муниципальных образований, в том числе:
- 13 городских округов,
- 29 муниципальных районов, которые включают:
  - 447 сельских поселений.

Городских поселений в области к 1 января 2016 года нет.

### Населённые пункты
Населённые пункты с численностью населения более 10 000 человек
| г. Оренбург   | ↘536 515 |
| г. Орск       | ↘185 362 |
| г. Бузулук    | ↘88 202  |
| г. Новотроицк | ↘73 994  |
| г. Бугуруслан | ↘43 593  |
| г. Гай        | ↘32 363  |
| г. Сорочинск  | ↗28 478  |

| г. Кувандык        | ↗26 596 |
| г. Соль-Илецк      | ↘26 149 |
| г. Медногорск      | ↘23 013 |
| пос. Саракташ      | ↗18 789 |
| г. Абдулино        | ↘17 274 |
| г. Ясный           | ↗15 471 |
| пос. Новосергиевка | ↘13 438 |

| село Тоцкое Второе | ↘12 825 |
| село Ивановка      | ↗11 800 |
| пос. Новоорск      | ↘11 071 |
| пос. Акбулак       | ↘10 688 |
| село Нежинка       | ↗10 656 |
| село Илек          | ↗10 191 |

## Население
Численность населения области по данным Росстата составляет 1 816 898 чел. (2025). Плотность населения — 14,69 чел./км2 (2025). Городское население — 
61,02 % (2022).

### Национальный состав
Большинство населения составляют русские. В области проживают также татары, казахи, башкиры, мордва, украинцы, армяне, немцы, чуваши и другие народы.
| Народ                                               | Численность в 2021 году, человек (в скобках доля от числа указавших национальность) |
| --------------------------------------------------- | ----------------------------------------------------------------------------------- |
| Русские                                             | 1 380 674 (79,29 %)                                                                 |
| Татары                                              | 116 605 (6,70 %)                                                                    |
| Казахи                                              | 107 734 (6,19 %)                                                                    |
| Башкиры                                             | 36 181 (2,08 %)                                                                     |
| Мордва                                              | 18 300 (1,05 %)                                                                     |
| Украинцы                                            | 16 639 (0,96 %)                                                                     |
| Армяне                                              | 8 747 (0,50 %)                                                                      |
| Немцы                                               | 6 258 (0,36 %)                                                                      |
| Чуваши                                              | 6 090 (0,35 %)                                                                      |
| Узбеки                                              | 5 942 (0,34 %)                                                                      |
| Азербайджанцы                                       | 5 714 (0,33 %)                                                                      |
| Таджики                                             | 5 080 (0,29 %)                                                                      |
| показаны народы c численностью более 5 тыс. человек |                                                                                     |

## Экономика
Ведущие отрасли экономики — топливная промышленность, чёрная и цветная металлургия, химическая, нефтехимическая и пищевая отрасли. На территории Оренбургской области находится крупнейшее в России Оренбургское газоконденсатное месторождение. Ведётся добыча нефти в районе Предуралья, железных (Халиловское месторождение), медных (Гайское месторождение) и никелевых руд, асбеста (Киембаевское месторождение), каменной соли (Илецкое месторождение). Крупнейшие предприятия области — производственные объединения «Оренбургнефть», «Газпром добыча Оренбург», «Орскнефтеоргсинтез», «Оренбургские минералы», акционерные общества «Уральская сталь» (Новотроицк), «Южуралникель» (Орск), Орский завод лёгких металлоконструкций, Медногорский медно-серный комбинат, Гайский горно-обогатительный комбинат.
Сельское хозяйство в области зерново-животноводческого направления. Широко известна в мире продукция Оренбургского комбината пуховых платков. Курортное направление включает Солёное озеро в Соль-Илецке и Бальнеогрязевой курорт в Гае, и др.

### Промышленность
В промышленности занято 25 % экономически активного населения и производится 55 % валового регионального продукта.

#### Добыча углеводородов
Область занимает четвёртое место в списке нефтедобывающих регионов России. Доля добычи в стране — 4,5 % (2011 год).
Топливная промышленность является ведущей отраслью Оренбургской области. Около 60 % нефти добывается в Курманаевском, Первомайском, Сорочинском районах.
На территории открыто 192 месторождения нефти и газа. Сейсморазведкой подготовлено к глубокому поисковому бурению 165 структур с общими перспективными ресурсами нефти 222 млн тонн, свободного газа — 646 млрд м³, конденсата — 81 млн тонн. Выявлено 524 структуры, перспективные на нефть и газ.
На юго-восточной окраине Бугуруслана установлен памятный знак в честь трудового подвига оренбургских нефтяников. На этом месте, в слободке за речкой Тарханкой, в конце улицы Пионерской, 26 июля 1937 года скважина № 1 дала первую промышленную нефть Оренбуржья.
Первые нефтяные скважины появились в Оренбуржье в середине тридцатых годов в районе города Бугуруслана.
В послевоенные годы были открыты новые нефтяные и газовые месторождения и залежи, среди которых Султангуловско-Заглядинский, Тарханско-Твердиловский, Ашировский, Ефремо-Зыковский, Могутовский, Пилюгинский и другие участки. В настоящее время[когда?]

 разведка нефти и газа ведётся в области на обширной территории, охватывающей Бугурусланский, Абдулинский, Бузулукский, Шарлыкский, Октябрьский, Первомайский, Сорочинский, Новосергиевский, Оренбургский и другие районы.
Оренбургское газоконденсатное месторождение расположено вблизи Оренбурга (Волго-Уральская нефтегазоносная провинция). Открыто в 1966 году. Залежи на глубине 1,5—2,3 км. Начальные запасы 1780 млрд м³. Газ метановый. Содержание конденсата 76 г/м³.

#### Машиностроение
Развито сельскохозяйственное, транспортное машиностроение и станкостроение. Основной отраслью является тяжёлая промышленность. Доля продукции машиностроения в объёме промышленного производства составляет около 8,3 %.
В области более 70 крупных машиностроительных предприятий, главными среди которых являются ОАО "МК ОРМЕТО-ЮУМЗ", Орский машиностроительный завод, Уралэлектро, ПО «Стрела», «Оренбургский радиатор», ОАО Бугурусланский завод «Радиатор», Бузулуктяжмаш, Завод строительных машин и нестандартного оборудования.

#### Металлургия
Около 30 % промышленной продукции области приходится на металлургию. Предприятия чёрной и цветной металлургии являются градообразующими. Сталь Орско-Халиловского металлургического комбината используется при строительстве газопроводов, мостов, электродвигателей и вагонов, сельскохозяйственных машин.
Главным предприятием чёрной металлургии является ОАО «Уральская Сталь», имеется и ряд других крупных предприятий.
На долю предприятий цветной металлургии приходится около 8 % объёмов промышленного производства области. В области ряд предприятий цветной промышленности: Южуралникель, Гайский горно-обогатительный комбинат, Медногорский медно-серный комбинат, Гайский завод по обработке цветных металлов и другие.

### Сельское хозяйство
По состоянию на 2020 год в Оренбургской области более 770 тысяч человек (39,3 % населения) проживает в сельской местности.
Чернозёмы занимают 79 % пахотных угодий Оренбургской области (в зоне чернозёмов 12 % солонцов), а тёмно-каштановых почв 16 %, где площадь солонцов составляет 36 %. Остро стоит вопрос сохранения почвенного покрова от водной и ветровой эрозии, повышение урожайности сельхозкультур. Поэтому важное значение для Оренбургской области имеет современная система земледелия, т. н. система нулевой обработки почвы, также известная как No-Till (англ. не вспахивать).
Наивысший эффект по мелиорации солонцовых почв достигается сочетанием гипсования с внесением органических и минеральных удобрений, возделыванием фитомелиоративных культур (донника), проведением мероприятий по накоплению влаги. Эффективность гипсования резко возрастает при тонком помоле гипса.
Выращивают в основном зерновые культуры, а также подсолнечник и кормовые культуры; картофель и овощи. Есть мясо-молочное скотоводство, птицеводство. Разводят пуховых коз и свиней.

#### Растениеводство
Около 40 % из общего сбора бахчевых в России обеспечивает Оренбургская область.
Оренбургская область входит в число шести российских регионов, которые обеспечивают 80 % валового сбора твёрдой пшеницы (в списке ещё Алтайский край, Челябинская, Омская, Саратовская, Самарская и Волгоградская области). В 2020 году посевная площадь 263,9 тысячи гектаров (10,4 ц/га). Твёрдая пшеница, выращиваемая в восточной зоне области, имеет повышенные показатели качества. В 2024 году посевные площади дурума увеличат до 425 тыс.га (+52,3 тыс.га).
В 2022 году увеличены посевы овощных культур и картофеля, альтернативных культур. Так, льна, сафлора, сорго, горчицы посеяно 224,9 тыс. га (в 2021 году 110 тыс. га). Площадь посадки картофеля увеличена до 1339,4 гектар (+180,5 га).
Одним из основных направлений увеличения производства зерна в области является расширение площади посева озимых культур. Площади озимых в 2021 году планируется довести до 904,8 тыс. га, площадь ярового сева 3,232 млн га.
В 2023 область намолотила 3529,2 тыс. тонн зерновых, из них озимых культур 1346,6 тыс. тонн, или 38 % от общего намолота зерновых. Подсолнечник убран с площади 1072,1 тыс. га, валовой сбор составил 1390 тыс. тонн при средней урожайности 13,7 ц/га. Средняя урожайность зернобобовых культур 12,9 ц/га, из них нут 13,0 ц/га, чечевица 12,1 ц/га, урожайность зерновых - пшеница озимая 20,7 ц/га, яровая 12,7 ц/га, гречиха 9,5 ц/га, просо 11,4 ц/га, сорго 11,5 ц/га, кукуруза 24,4 ц/га.
| тыс. гектар | 6200 | 5569 | 4894,1 | 4454,1 | 3840,2 | 4061,4 | 4196,3 | 4363 |

#### Животноводство
По состоянию на 01.07.2020 года в хозяйствах всех категорий области имелось 561,3 тыс. голов крупного рогатого скота, в том числе в хозяйствах сельхозтоваропроизводителей 290,3 тыс. голов. Коров в хозяйствах всех категорий области имелось 239,2 тыс. голов, в том числе в хозяйствах сельхозтоваропроизводителей 116,7 тыс. голов. Поголовье свиней составило 282 тыс. голов, овец и коз 332 тыс. голов.
В 2023 году сельхозорганизациями произведено 173,2 тыс. тонн молока (+11,6 тыс. тонн 107,1% к 2022). Средний надой молока на одну молочную корову за 2023 год составил 4594 кг (+226 кг 105,2 %).
Наивысшая продуктивность молочных коров по итогам 2023 года в сельхозорганизациях Северного района  – 10385 кг (103%), Саракташского – 6096 (131,5%), Шарлыкского – 5543 (129,3%), Асекеевского – 5503 (102,2%) и Ташлинского – 4768 (109,8%) районов.

### Транспорт
Транспортный потенциал области включает в себя предприятия железнодорожного, автомобильного, воздушного и трубопроводного транспорта.

#### Железнодорожный транспорт
На территории Оренбургской области успешно функционируют два филиала ОАО «РЖД»: Оренбургское отделение Южно-Уральской железной дороги и Самарское отделение Куйбышевской железной дороги. Эксплуатационная длина путей ЮУЖД составляет 1643,3 км, в том числе электрифицированных линий — 511,7 км, а эксплуатационная длина путей Куйбышевской железной дороги — 115 км.
Так же в Оренбургской области расположено предприятие ОАО "Оренбургский путеремонтный завод «Ремпутьмаш», которое входит в состав RPM Group, производящее капитальный ремонт, модернизацию путевых машин, изготовление продукции машиностроения и запасных частей и производство широкой номенклатуры запасных частей для путевых машин.

#### Автомобильный транспорт
Оренбургская область по протяжённости дорог занимает четвёртое место в Приволжском федеральном округе и седьмое по России. По состоянию на 01.01.2020 общая протяжённость автомобильных дорог Оренбургской области составляет 26 529,11 км, из них:
- федеральные дороги — 1263,51[41] километра на 100 % имеют асфальтобетонное покрытие;
- региональные и межмуниципальные дороги — 11 897 километров, из которых 41 % имеют асфальтобетонное покрытие, 56 % — гравийное и 3 % — грунтовое.

| Номер | Название | Маршрут                                                       | Примечания                                                              | км  |
| ----- | -------- | ------------------------------------------------------------- | ----------------------------------------------------------------------- | --- |
| М5    | Урал     | Москва — Рязань — Пенза — Самара — Уфа — Челябинск            | подъезд к г. Оренбург, подъезд к пункту пропуска «Орск»                 | 559 |
| Р240  |          | Уфа — Оренбург                                                |                                                                         | 36  |
| Р239  |          | Казань — Оренбург — Акбулак — граница с Республикой Казахстан | в том числе обход Оренбурга и дорога «Нижняя Павловка — Холодные Ключи» | 466 |
| А305  |          | Оренбург — Илек — граница с Республикой Казахстан             |                                                                         | 126 |
| А300  |          | Самара — Большая Черниговка — граница с Республикой Казахстан |                                                                         | 21  |

Географическое положение области определяет её естественное конкурентное преимущество для развития транспортной инфраструктуры. Оренбургская область исторически связывала европейскую часть России со странами Средней и Юго-Восточной Азии и в настоящее время обеспечивает транзит грузовых и пассажирских потоков в направлении «Центр-Средняя Азия» и «Запад-Восток». В 2007 году в Оренбурге был подписан протокол взаимодействия о строительстве транспортного коридора «Западная Европа — Западный Китай». Предполагается, что транспортировка товаров будет осуществляться по маршруту: Китай — Казахстан — Россия — Украина с дальнейшим распределением грузов в Польшу, Германию, Чехию, Венгрию, Словакию и последующим транзитом в Италию и Португалию.

#### Авиационный транспорт
Воздушный транспорт Оренбургской области представлен авиакомпанией ОАО «Оренбургские авиалинии», государственным унитарным предприятием (ГУП) «Международный аэропорт Оренбург» и государственным унитарным предприятием (ГУП) «Аэропорт Орск».
Международный аэропорт Оренбург (Центральный им. Ю. А. Гагарина) — это не только крупнейший аэровокзальный комплекс, предназначенный для приёма и технического обслуживания воздушных судов, но и центр внутрирегиональных воздушных перевозок с парком воздушных судов, в составе которого самолёты АН-2, ТУ-154М и вертолёты. Аэропорт обслуживает отрасли экономики области: выполняет авиационно-химические работы в сельском хозяйстве; проводит поисковые и аварийно-спасательные работы, выполняет полёты санитарной авиации.
В целях обеспечения развития аэропортовой сети, приёма современных воздушных судов и соответствия современным требованиям обслуживания пассажиров, повышения уровня безопасности авиаперевозок мероприятия по реконструкции аэропортов Оренбурга и Орска включены в федеральную целевую программу «Развитие транспортной системы России (2010—2015 годы)».

#### Трубопроводный транспорт
Газопроводная и нефтепроводная системы Оренбуржья представляют собой сложные сооружения, состоящие из многониточных коридоров трубопроводов, узлов приёма и запуска, надводных, подводных, балочных переходов через автомобильные и железные дороги.
На территории области проложены трубопроводы:
- «Оренбург — западная граница России». Газопровод протянулся на 2750 км от южных предгорий Урала через казахстанские и южнорусские степи, через всю Украину, Карпаты — к границам Чехии и Словакии.
- «Бухара — Урал» с ответвлением на Орск. Оренбургский участок газопровода «Бухара-Урал» составляет около 400 километров и обслуживает его Домбаровское производственное управление линейных газопроводов ООО «Оренбурггазпром».

Также около 5 тысяч километров технологических трубопроводов обслуживает Управление по эксплуатации соединительных трубопроводов ООО «Газпром добыча Оренбург». Ещё одной крупнейшей организацией, на балансе которой находится более 9680 км различных подземных трубопроводов (нефть, газ, конденсат, технологическая вода), является ОАО «Оренбургнефть». По территории Оренбургской области проходят два подводящих нефтепровода, по которым нефть подаётся на ОАО «Орскнефтеоргсинтез», в том числе: Эмба — Орск и Ишимбай — Орск.

## Образование
В 2013 г. отмечена тенденция к сокращению преподавания языков народов России (кроме русского): в 1998/99 учебном году родной язык изучался в 144 школах (10137 человек), то в 2013/14 учебном году в 99 школах (4084 учеников). В 2013/14 учебном году татарский язык как родной изучали в 49 школах (2768 учеников), казахский — 22 (513), башкирский — 18 (476), мордовский — 6 (155), чувашский — 2 (66), иврит — 1 (91), немецкий — 1 (15).

## СМИ
На территории Оренбургской области зарегистрировано 623 средства массовой информации.

## Известные люди, связанные с Оренбуржьем
- Абдрашитов Шамиль Мунасыпович — лётчик, Герой Советского Союза;
- Абжалилов Халил Галеевич (1896—1963) — советский актёр театра и кино, народный артист СССР (1957);
- Авдеев Михаил Васильевич (1821—1876) — русский беллетрист и критик;
- Агишев, Сагит Ишмухаметович (Сагит Агиш,25 декабря (7 января) 1904/1905 — 21 мая 1973)- башкирский советский писатель, лауреат Государственной премии Башкирской АССР имени С.Юлаева (1975);
- Амантаев, Габдулла Сахипгареевич (23 декабрь 1907—1938) — башкирский советский поэт, литературовед и фольклорист, общественный деятель;
- Байтурсынов Ахмет (1873—1937) — казахский общественный деятель, просветитель, учёный-лингвист, литературовед, тюрколог, переводчик. Жил и учился в Оренбурге, занимался издательской и политической деятельностью;
- Бардин Гарри Яковлевич — советский режиссёр-мультипликатор;
- Берг Аксель Иванович — советский адмирал, академик, основоположник отечественной радиолокации;
- Биишева Зайнаб Абдулловна — народный писатель Башкортостана, прозаик, поэт, драматург, переводчик. Окончила Башкирский педагогический техникум (институт народного образования) в Оренбурге[45];
- Бикбаев, Равиль Тухватович (12 декабрь 1938 — 23 апрель 2019) — башкирский поэт, литературовед и общественный деятель. Народный поэт Башкортостана (1993), доктор филологических наук (1996), Почётный гражданин города Уфы (с 1999), Один из авторов Гимна Республики Башкортостан;
- Бларамберг Павел Иванович — русский композитор;
- Борцов Виктор Андреевич — народный артист РСФСР (1989);
- Броневой Леонид Сергеевич — советский и российский актёр театра и кино, народный артист СССР (1987). После распределения с 1950 года работал в театрах Магнитогорска и Оренбурга;
- Бурангулов, Мухаметша Абдрахманович (15 декабрь 1888 — 9 марта 1966) — башкирский поэт и драматург, фольклорист, классик башкирской литературы. Знаток башкирского народного творчества и собиратель фольклора, Народный сэсэн Башкирской АССР (1944), член Союза писателей СССР(1940);
- Бурба, Александр Адольфович (1918—1984) — учёный-химик, организатор производства и образования, директор Медногорского медно-серного комбината (1954—1971), первый ректор Оренбургского политехнического института (1971—1983), создатель металлургии германия в России (1959);
- Бурлин, Пётр Гаврилович (1879, Оренбургская губерния — 10 февраля 1954, Сидней, Австралия) — русский военачальник, генерал-майор. Участник русско-японской и Первой мировой войн. Участник Белого движения в годы гражданской войны;
- Виткевич Ян Викторович — востоковед, путешественник в русской службе, первый посланник России в Кабуле;
- Войнов Василий Иванович — выдающийся врач-нейрохирург, организатор здравоохранения, народный врач СССР;
- Гагарин Юрий Алексеевич — первый космонавт, Герой Советского Союза, полковник, окончил Оренбургское высшее военное авиационное Краснознамённое училище лётчиков (1957);
- Гнатынов Николай Степанович (1924—2006) — почётный гражданин города Оренбурга, полный кавалер ордена Славы, артиллерист, полковник в отставке;
- Горкин, Александр Фёдорович — советский государственный и партийный деятель, секретарь Президиума Верховного Совета СССР, председатель Верховного Суда СССР;
- Гузеева Лариса Андреевна — заслуженная артистка Российской Федерации (1994);
- Гринцер Сергей Григорьевич — Оренбургский губернский ветеринар (1898—1902), впоследствии торгпред СССР в Италии (1923—1924);
- Даль, Владимир Иванович жил в Оренбурге в 1833—1841 гг;
- Джангильдин Алиби Тогжанович (1884—1953) — революционер, участник гражданской войны. Активный участник борьбы за установление Советской власти в Оренбургской области и Казахстане, советский партийный и государственный деятель. Жил и учился в Оренбуржье;
- Дутов Александр Ильич (1879—1921) — генерал-лейтенант, участник Первой мировой войны, орденоносец, атаман Оренбургского казачьего войска. Первый в России дал отпор большевикам, в результате чего причислен к числу главных врагов советской власти;
- Ельцина (Гирина) Наина Иосифовна — супруга первого Президента России Ельцина Бориса Николаевича;
- Заверюха Александр Харлампиевич — российский государственный деятель, политик, — Заместитель председателя Правительства Российской Федерации (1993—1997);
- Ибрагимов, Хабибулла Калимуллович (1894—1959) — советский башкирский композитор и драматург, музыкально-общественный деятель. Заслуженный деятель искусств Башкирской АССР (1951). Член Союза композиторов Башкирской АССР (1941—1959);
- Карпов Владимир Васильевич — Герой Советского Союза, полковник, советский военный писатель (книги «Генералиссимус», «Маршал Жуков», «Полководец» и др.);
- Коваленко Александр Власович — советский государственный и партийный деятель, дважды Герой Социалистического Труда, первый секретарь Оренбургского областного комитета КПСС (1964—1980), председатель Государственного комитета СССР по материальным резервам (1980—1986);
- Кузнецов Сергей Борисович — российский композитор, поэт, автор большого числа популярных песен, создатель молодёжных музыкальных групп;
- Любушкин Виктор Васильевич (23 октября 1913 — 1 февраля 1983) — советский хозяйственный, государственный и политический деятель. Секретарь Баймакского районного комитета ВКП(б), заведующий отделом Башкирского областного комитета ВКП (б), первый секретарь Сибайского городского комитета КПСС, начальник Управления цветной металлургии Башкирского совнархоза, Средневолжского совнархоза, директор Учалинского горно-обогатительного комбината;
- Мазовер Александр Павлович — основоположник отечественной кинологии;
- Маленков Георгий Максимилианович — советский государственный и партийный деятель, председатель Совета Министров СССР в 1953 г.;
- Мартынюк Георгий Яковлевич — актёр театра и кино, известный по роли следователя Знаменского в телесериале «Следствие ведут знатоки»;
- Мильков Фёдор Николаевич — географ, ландшафтовед. Доктор географических наук, профессор, заслуженный деятель науки РСФСР, почётный член Географического общества СССР (РГО). С 1941 по 1950 гг. работал в Чкаловском педагогическом институте, был деканом географического факультета. В 1947 г. написал монографию об Оренбургских степях;
- Муртазин-Иманский, Валиулла Гайназарович (4 декабрь 1885 — 10 июль 1938) — театральный деятель, теоретик театра, основатель башкирского национального театра, народный артист БАССР;
- Муса Джалиль (1906—1944) — татарский советский поэт, Герой Советского Союза, лауреат Ленинской премии. Уроженец села Мустафино Оренбургской губернии, учился в Оренбургском медресе Хусаиния и в Татарском институте народного образования (Оренбург) в 10-х — 20-х годах XX века;
- Остроумова Ольга Михайловна — советская и российская актриса театра и кино. Народная артистка РФ (1993). Лауреат Государственной премии СССР (1979);
- Перовский Василий Алексеевич — оренбургский военный губернатор и командир Отдельного оренбургского корпуса в 1833—42 и 1851—1856 гг.;
- Поляничко Виктор Петрович — политический и государственный деятель, кандидат исторических наук (1971), член союза журналистов РСФСР. В 1972—78 гг. — секретарь Оренбургского обкома КПСС;
- Пряников Александр Алексеевич — телеведущий, шоумен;
- Раевский Иосиф Моисеевич (1901—1972) — актёр, режиссёр театра и кино, народный артист СССР (1968);
- Родимцев Александр Ильич (1905—1977) — Дважды Герой Советского Союза. Командир 13-й гвардейской стрелковой дивизии, особо отличившейся в Сталинградской битве;
- Ростропович Мстислав Леопольдович — выдающийся виолончелист, дирижёр, народный артист СССР (1966), семья которого в 1941 году была эвакуирована в город Чкалов (Оренбург);
- Семёнов Григорий Михайлович (1890—1946) — казачий атаман, деятель Белого движения в Забайкалье и на Дальнем Востоке;
- Сёмин Юрий Павлович — советский футболист и российский футбольный тренер;
- Сухих Геннадий Тихонович — советский и российский патофизиолог, заслуженный деятель науки РФ;
- Терьян Ваан — армянский поэт, провёл последние дни жизни в Оренбурге;
- Толоконников, Валентин Михайлович (род. 1930) — советский конструктор авиадвигателей, работник Минавиапрома СССР. Лауреат Премии Совмина СССР и Госпремии СССР, Заслуженный рационализатор РСФСР.
- Трубин Николай Семёнович (род. 23 сентября 1931, с. Бурдыгино, Сорочинский район, Оренбургская область) — советский государственный деятель. Кандидат юридических наук, доцент. Последний Генеральный прокурор СССР;
- Файзи Джаудат Харисович (1910—1973) — композитор, фольклорист. Заслуженный деятель искусств ТАССР. Заслуженный деятель искусств РСФСР. Народный артист ТАССР. Лауреат Государственной премии Татарской АССР имени Г.Тукая;
- Фёдоров Евграф Степанович — русский учёный-минералог;
- Филатова Людмила Павловна — оперная певица, народная артистка СССР (1983);
- Флейшер, Владимир Натанович — российский театральный деятель, Заслуженный работник культуры Российской Федерации;
- Черномырдин Виктор Степанович (1938—2010) — председатель правительства Российской Федерации (1992—1998);
- Чибилёв Александр Александрович — советский и российский учёный-географ, член-корреспондент РАН;
- Шатунов Юрий Васильевич — эстрадный певец, солист популярной группы «Ласковый май» (1986—1991);
- Шевченко Тарас Григорьевич (1814—1861) — украинский поэт, прозаик, художник, этнограф;
- Юлтыев, Даут Исхакович (Даут Юлтый) (1893—1938) — башкирский советский писатель, драматург, журналист и общественный деятель;
- Яблонский Всеволод Сергеевич (1901—1963) — специалист в области гидромеханики и гидравлики, создатель научных основ трубопроводного способа транспортировки нефтепродуктов. Заслуженный деятель науки и техники РСФСР;
- Ягафаров, Аллабирде Нурмухаметович (1886—1922) — один из лидеров Башкирского национального движения, член Башкирского Правительства, комиссар народного просвещения Автономной Башкирской Советской Республики.

В спорте
Спортсмены Оренбургской области, выступавшие на международных соревнованиях и Олимпиадах:
- Александр Доброскок — уроженец Бузулука, чемпион России и Европы, серебряный призёр XXVII летних Олимпийских игр 2000 года по прыжкам в воду[46];

- Дмитрий Доброскок — уроженец Бузулука, многократный чемпион России, чемпион мира и Европы, бронзовый призёр XXIX летних Олимпийских игр 2008 года по прыжкам в воду[47];

- Фёдор Кузьмин — мастер спорта международного класса по настольному теннису, участвовавший в XXIX летних Олимпийских играх 2008 года;
- Юлия Кузина — уроженка Орска, дзюдоистка, участвовавшая в XXIX летних Олимпийских играх 2008 года;
- Павел Полтавцев — уроженец Новотроицка, пловец, участвовавший в Летних Паралимпийских играх 2012 года в Лондоне; Выиграл золото на дистанции 100 метров брассом, серебро в мужской комбинированной плавательной эстафете 4×100 м и бронзу в составе сборной в эстафете 4 по 100 метров вольным стилем[48];
- Александр Ульянин — уроженец Бузулука, советский самбист, призёр чемпионатов СССР, чемпион мира 1985 года, мастер спорта СССР международного класса.
- Николай Апаликов — уроженец Орска, заслуженный мастер спорта, Олимпийский чемпион (2012), пятикратный чемпион России, трёхкратный обладатель Кубка России по волейболу;
- Виктор Торшин (1948—1993) — жил в Оренбурге с 1954 по 1971? годы, стрелок, выпускник ОВЗРАККУ, заслуженный мастер спорта, многократный чемпион и рекордсмен СССР, Европы и мира, бронзовый призёр XX летних Олимпийских игр 1972 года, участник ХХI Олимпийских игр 1976, похоронен в г. Минске (Республика Беларусь).